# Mexikói hajnalka
A mexikói hajnalka (Ipomoea corymbosa) a burgonyavirágúak (Solanales) rendjébe és a szulákfélék (Convolvulaceae) családjába tartozó faj, amelyet korábban a ma már felszámolt Turbina növénynemzetségbe sorolták be, Turbina corymbosa név alatt.
A Közép- és Dél-Amerikában őshonos kúszónövényt ugyan már a polihisztor Rafinesque (1783–1840) leírta 1838-ban, azonban csak a 20. század közepén derült ki, hogy az aztékok ebből a növényből nyerték az orvoslásukban nagy szerepet játszó ololiuqui nevű drogot, amit mexikói indiánok még ma is használnak. Ők a növény magjainak eldörzsölésével, majd vízben vagy alkoholtartalmú italban való feloldásával narkotikumot készítenek, amit elfogyasztva rövid időn belül abba a hallucinációs állapotba kerülnek, amelyben hitük szerint már kapcsolatba tudnak lépni isteneikkel, szellemeikkel, s ennek köszönhetően például gyógyulást kérhetnek tőlük.
Az amerikai indián őslakók vallási szertartásaik alkalmával más növényeket is felhasználtak hasonló célból. Az aztékok által szintén alkalmazott tlitliltzin vagy tlilitzin nevű drogot később az kék hajnalka (Ipomoea tricolor) magjaival, míg a zapotékok által használt badoh negro nevű drogot a mexikói ibolyaszulák (Ipomoea violacea) magjaival azonosították.

## Elterjedése, élőhelye
A mexikói hajnalka az amerikai kontinens trópusi vidékein (Közép- és Dél-Amerikában) őshonos növényfaj. Máshová behurcolták mint dísznövényt, egyes helyeken meg is honosodott (például az ausztráliai Queensland északkeleti részén, illetve Malézia és a Fülöp-szigetek egyes részein).
A tengerparti területektől egészen 750 m-es tengerszint feletti magasságig megtalálható az alföldek és a felföldek esőerdőiben, illetve az esőerdők által visszahódított területeken.
A spanyol krónikások a XVI. században számoltak be az aztékok által „tlitlitzin”-nek nevezett növény jövőbe látó és rituális használatáról. Fogyasztása tovább folytatódott Mexikó déli területein, de a tlitlitzin azonosságát a hajnalkával csak 1900 környékén ismerték fel.
Az azték bennszülöttek körében ez az egyik legelterjedtebb entheogen. A magoknak LSA-t tartalmaznak, hatóanyagai a D-lizergsav-amid, lizergol és a turbicorin. A turbicorin stimulálja a központi idegrendszert.  Az LSA természetes triptamint tartalmaz, ami vegyileg nagyon hasonló az LSD-hez. Az entheogen magok közül a farózsához áll a legközelebb.

## Megjelenése
A mexikói hajnalka fás szárú kúszónövény, szára legfeljebb 5 cm átmérőjű. Lehántott kérgű szárának a zöldbabéra (Phaseolus vulgaris) emlékeztető illata van. Szárának keresztmetszetén a kérgen belüli részben koncentrikus gyűrűk helyezkednek el. A benőtt kéregrészek kis mennyiségű vizes, tejes nedvet termelnek.
Levelei nyelesek, a levélnyél vékony, 2–6,5 cm hosszú; a levéllemez szív alakú, 3,5–4,5 cm széles, 11–14 cm hosszú.
Virágai mintegy 3 cm átmérőjűek, a párta pedig trombita alakú az ilyen formán összenőtt öt sziromlevélnek köszönhetően. A párta színe nagyrészt fehér, kivéve a pártacső alapjának középső, barna-gesztenyebarna színű részét, valamint a sziromlevelek cimpái közötti, halványzöldes krémszínű toldásokat. A porzólevelek a pártacső alapjához közel nőttek rá a pártacsőre, a porzószálak alsó fele aranyszínű szőrökkel borított. A bibeszál két, gömbszerű bibében végződik.
A termés alján hártyás szárnyakként marad vissza az elszáradt virágkehely öt összenőtt szirma, a termés tetején pedig 1–2 mm-es csúcsként az egész bibeszál vagy egy része. A magvak rövid, barna szőrökkel borítottak. Az endospermium kemény, olajtartalmú, teljesen beburkolja a szikleveleket. Sziklevelei kétcimpájúak, a magban elhelyezkedve többszörösen, bonyolult formába gyűrtek, s átjárják az endospermiumot; a gyököcske mintegy 3 mm hosszú.
A magoncon megjelenő sziklevelek nyelesek, lemezeik megőrzik magbéli kétcimpás alakjukat: a cimpák 25–40 mm hosszúak, 10–13 mm szélesek, a levéllemez főere a cimpákat követve villásan kettéágazik, levélnyelük 18–25 mm hosszú. Az első valódi levélpár mindegyikének lemeze már szív alakú, viszont még kisebbek (6–7 cm szélesek, 7–8 cm hosszúak), mint a későbbi levelek; levélcsúcsuk hosszan kihegyezett; a főérrel együtt rendszerint 5-7 levélér indul ki a levélvállból; levélnyelük 6–7 cm hosszú; levélalapuk szív alakú. A palánta szára már kezd csavarodni.